# Thiescourt
Thiescourt és un municipi francès, situat al departament de l'Oise i a la regió dels Alts de França. L'any 2007 tenia 727 habitants.

## Demografia

### Població
El 2007 la població de fet de Thiescourt era de 727 persones. Hi havia 261 famílies de les quals 52 eren unipersonals (24 homes vivint sols i 28 dones vivint soles), 87 parelles sense fills, 114 parelles amb fills i 8 famílies monoparentals amb fills.
La població ha evolucionat segons el següent gràfic:
Habitants censats

### Habitatges
El 2007 hi havia 301 habitatges, 263 eren l'habitatge principal de la família, 21 eren segones residències i 18 estaven desocupats. 296 eren cases i 4 eren apartaments. Dels 263 habitatges principals, 235 estaven ocupats pels seus propietaris, 22 estaven llogats i ocupats pels llogaters i 6 estaven cedits a títol gratuït; 2 tenien una cambra, 7 en tenien dues, 32 en tenien tres, 61 en tenien quatre i 160 en tenien cinc o més. 195 habitatges disposaven pel capbaix d'una plaça de pàrquing. A 95 habitatges hi havia un automòbil i a 151 n'hi havia dos o més.

### Piràmide de població
La piràmide de població per edats i sexe el 2009 era:
| Homes | Edats   | Dones |
| ----- | ------- | ----- |
| 0     | 95 o +  | 0     |
| 0     | 90 a 94 | 4     |
| 0     | 85 a 89 | 4     |
| 0     | 80 a 84 | 0     |
| 24    | 75 a 79 | 16    |
| 8     | 70 a 74 | 12    |
| 20    | 65 a 69 | 16    |
| 16    | 60 a 64 | 4     |
| 0     | 55 a 59 | 4     |
| 24    | 50 a 54 | 16    |
| 40    | 45 a 49 | 20    |
| 28    | 40 a 44 | 28    |
| 16    | 35 a 39 | 28    |
| 20    | 30 a 34 | 32    |
| 24    | 25 a 29 | 16    |
| 12    | 20 a 24 | 12    |
| 20    | 15 a 19 | 12    |
| 32    | 10 a 14 | 20    |
| 32    | 5 a 9   | 12    |
| 28    | 0 a 4   | 8     |

## Economia
El 2007 la població en edat de treballar era de 470 persones, 356 eren actives i 114 eren inactives. De les 356 persones actives 324 estaven ocupades (195 homes i 129 dones) i 33 estaven aturades (22 homes i 11 dones). De les 114 persones inactives 32 estaven jubilades, 36 estaven estudiant i 46 estaven classificades com a «altres inactius».

### Ingressos
El 2009 a Thiescourt hi havia 261 unitats fiscals que integraven 726 persones, la mediana anual d'ingressos fiscals per persona era de 18.906 €.

### Activitats econòmiques
Dels 17 establiments que hi havia el 2007, 3 eren d'empreses de fabricació d'altres productes industrials, 7 d'empreses de construcció, 2 d'empreses de comerç i reparació d'automòbils, 1 d'una empresa de transport, 1 d'una empresa d'hostatgeria i restauració, 2 d'empreses de serveis i 1 d'una empresa classificada com a «altres activitats de serveis».
Dels 6 establiments de servei als particulars que hi havia el 2009, 2 eren paletes, 1 guixaire pintor, 2 fusteries i 1 electricista.
L'any 2000 a Thiescourt hi havia 11 explotacions agrícoles que ocupaven un total de 348 hectàrees.

## Poblacions més properes
El següent diagrama mostra les poblacions més properes.